# Haczów (gmina)
Haczów est une commune rurale polonaise du powiat de Brzozów, dans la voïvodie des Basses-Carpates, au sud-est de la Pologne. Elle couvre une superficie de 71,3 km2 et comptait 9 123 habitants en 2003[réf. nécessaire].